# Liste der Baudenkmäler in Buch am Buchrain

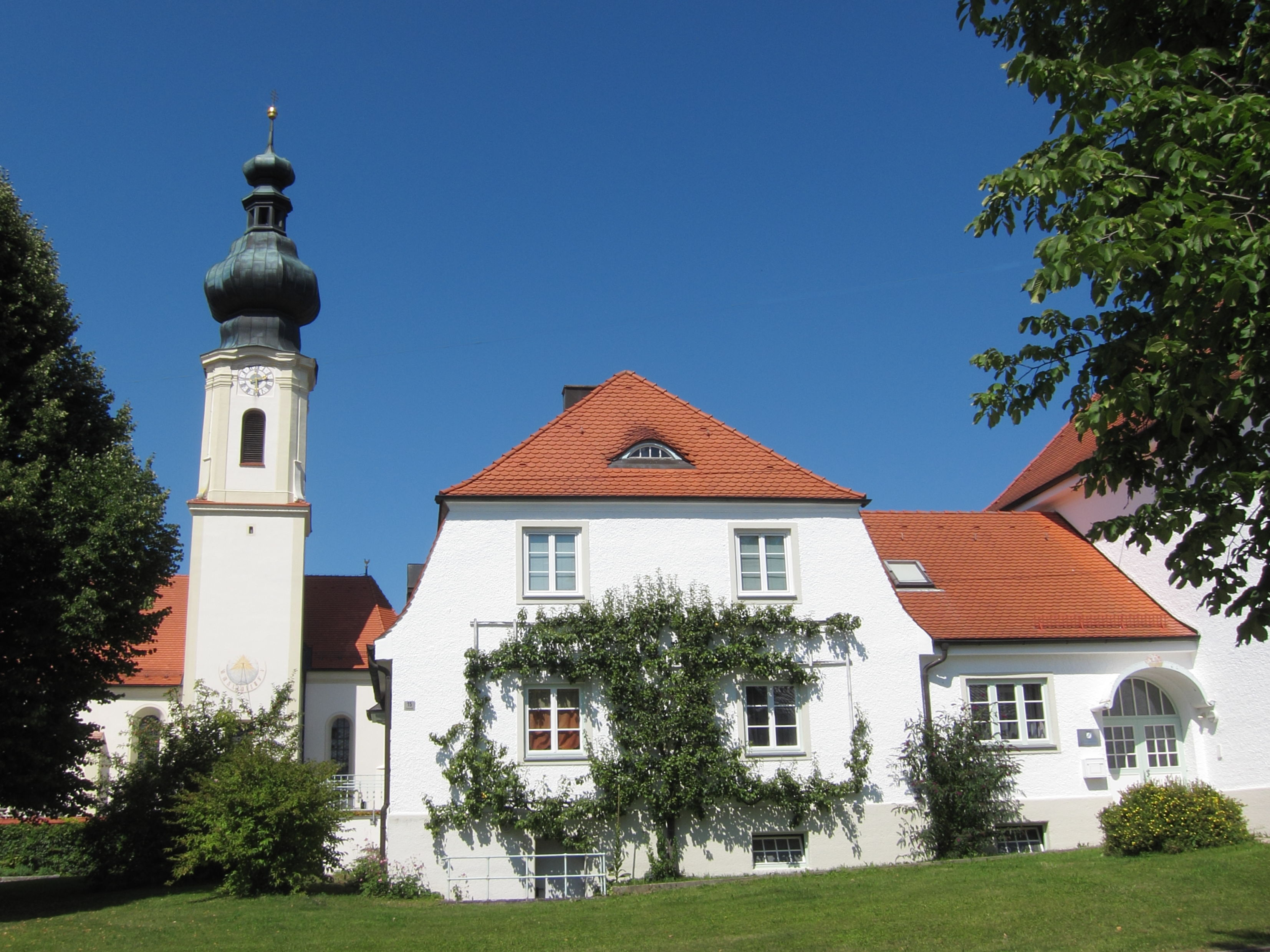
Blick auf St. Martin und das ehemalige Schulhaus in Buch am Buchrain

Auf dieser Seite sind die Baudenkmäler in der oberbayerischen Gemeinde Buch am Buchrain zusammengestellt. Diese Tabelle ist eine Teilliste der Liste der Baudenkmäler in Bayern. Grundlage ist die Bayerische Denkmalliste, die auf Basis des Bayerischen Denkmalschutzgesetzes vom 1. Oktober 1973 erstmals erstellt wurde und seither durch das Bayerische Landesamt für Denkmalpflege geführt wird. Die folgenden Angaben ersetzen nicht die rechtsverbindliche Auskunft der Denkmalschutzbehörde.

## Baudenkmäler nach Ortsteilen

### Buch am Buchrain
| Lage                               | Objekt                                   | Beschreibung | Akten-Nr.             | Bild                                 |
| ---------------------------------- | ---------------------------------------- | --- | --------------------- | ------------------------------------ |
| Hauptstraße 8 (Standort)           | Ehemaliger Wohnteil eines Hakenhofes     | zweigeschossiges Flachsatteldachbau mit Zwerchgiebel, Rauputzgliederung und erneuerter Bemalung, zweite Hälfte 19. Jahrhundert                                                                          | D-1-77-114-2 Wikidata | Ehemaliger Wohnteil eines Hakenhofes |
| Hauptstraße 10 (Standort)          | Ehemaliger Pfarrhof                      | dreigeschossiger Bau mit Walmdach und Krangaube, 1756/57; Pfarrstadel, langgestreckter zweigeschossiger Satteldachbau zum Teil mit Bundwerk, vor Mitte 19. Jahrhundert (historischer Bestand reduziert) | D-1-77-114-3 Wikidata | Ehemaliger Pfarrhof                  |
| Hauptstraße 14 (Standort)          | Katholische Pfarrkirche St. Martin       | Saalbau mit eingezogenem Chor und Kirchturm mit Spindelhelm auf spätmittelalterlicher Grundlage, von Anton Kogler 1707 erneuert und von Johann Baptist Lethner 1760/2 überarbeitet; mit Ausstattung     | D-1-77-114-1 Wikidata | weitere Bilder                       |
| Hauptstraße 15 (Standort)          | Ehem. Schulhaus                          | ein- und zweigeschossiger Walmdachbau mit Dachreiter, eingeschossiger Verbindungsbau mit Gemeindezimmer, Lehrerwohnhaus, eingeschossiger Mansardhalbwalmdachbau, Heimatstil, 1913 von Franz Xaver Huf   | D-1-77-114-10         | Ehem. Schulhaus                      |
| Abt. 5 Landshuter Bogen (Standort) | Grenzstein der ehem. Herrschaft Burgrain | Tuffstein, wohl vor 1614 | D-1-77-114-11         | BW                                   |

### Haidberg
| Lage                   | Objekt                                | Beschreibung                                                                                | Akten-Nr.             | Bild           |
| ---------------------- | ------------------------------------- | ------------------------------------------------------------------------------------------- | --------------------- | -------------- |
| In Haidberg (Standort) | Katholische Filialkirche Heilig Kreuz | Saalbau mit Zwiebelturm, wohl von Anton Kogler, 1. Drittel 18. Jahrhundert; mit Ausstattung | D-1-77-114-5 Wikidata | weitere Bilder |

### Hammersdorf
| Lage                                 | Objekt                                   | Beschreibung | Akten-Nr.             | Bild                      |
| ------------------------------------ | ---------------------------------------- | --- | --------------------- | ------------------------- |
| Hammersdorf 1a (Standort)            | Ehemaliger Getreidekasten                | zweigeschossiger Satteldachbau in Blockbauweise mit Laubengang (bestes Beispiel im Landkreis), Mitte 16. Jahrhundert | D-1-77-114-6 Wikidata | Ehemaliger Getreidekasten |
| Mühlholz, südlich der A94 (Standort) | Grenzstein der ehem. Herrschaft Burgrain | Tuffsteinstele, vor 1614                                                                                             | D-1-77-114-12         | BW                        |

### Herweg
| Lage                | Objekt                       | Beschreibung                                                                                | Akten-Nr.             | Bild                         |
| ------------------- | ---------------------------- | ------------------------------------------------------------------------------------------- | --------------------- | ---------------------------- |
| Herweg 2 (Standort) | Wohnteil eines Einfirsthofes | eingeschossiger Massivbau mit tief heruntergezogenem Satteldach, 1. Hälfte 19. Jahrhundert; | D-1-77-114-7 Wikidata | Wohnteil eines Einfirsthofes |

### Mitterbuch
| Lage                     | Objekt      | Beschreibung | Akten-Nr.             | Bild        |
| ------------------------ | ----------- | --- | --------------------- | ----------- |
| Mitterbuch 14 (Standort) | Parallelhof | zweigeschossiges Wohnstallhaus mit Satteldach, 18./19. Jahrhundert; Stattlicher Riegel-Bundwerkstadel, 18./19. Jahrhundert | D-1-77-114-8 Wikidata | Parallelhof |

## Ehemalige Baudenkmäler
In diesem Abschnitt sind Objekte aufgeführt, die früher einmal in der Denkmalliste eingetragen waren, jetzt aber nicht mehr. Objekte, die in anderem Zusammenhang also z. B. als Teil eines Baudenkmals weiter eingetragen sind, sollen hier nicht aufgeführt werden. Aktennummern in diesem Abschnitt sind ehemalige, jetzt nicht mehr gültige Aktennummern.

| Lage                                              | Objekt                         | Beschreibung                                                                    | Akten-Nr.             | Bild                           |
| ------------------------------------------------- | ------------------------------ | ------------------------------------------------------------------------------- | --------------------- | ------------------------------ |
| Buch am Buchrain Pemmeringer Straße 30 (Standort) | Wohnstallhaus eines Hakenhofes | zweigeschossiger Satteldachbau mit Traufbundwerk und Rauputzverzierung, um 1840 | D-1-77-114-4 Wikidata | Wohnstallhaus eines Hakenhofes |